# Кирельское
Кирельское (тат. Тыба) — село в Камско-Устьинском районе Татарстана. Административный центр Кирельского сельского поселения.

## География
Находится в западной части Татарстана на расстоянии приблизительно 8 км на юго-запад по прямой от районного центра посёлка Камское Устье на речке Мордовская.

## История
Основано около 1615 года как рыбацкий посёлок, принадлежавший Казанскому Архиерейскому дому. В 1754 году построена Воскресенская церковь, поэтому село имело некоторое время название Воскресенское, которое впрочем не прижилось.
До 1920 административно входило в Сюкеевскую волость Тетюшского уезда Казанской губернии. С 1920 – в составе Тетюшского, с 1927 – Буинского кантонов ТАССР. С 10 августа 1930 – в Камско-Устьинском, с 1 февраля 1963 – в Тетюшском, с 12 января 1965 – вновь в Камско-Устьинском районе.

## Население
Постоянных жителей насчитывалось в 1745 — 740, в 1782 — 656 душ мужского пола, в 1834 — 1129, в 1859 — 1052, в 1897 — 1538, в 1908 — 1568, в 1920 — 1616, в 1926 — 1401, в 1938 — 1075, в 1949 — 943, в 1979 — 649, в 1989 — 511. Постоянное население составляло 607 человек (русские 54 %, татары 32 %) в 2002 году, 82 — в 2010.